# Lutz Mommartz
Lutz Mommartz (Erkelenz, 6 maart 1934 – Düsseldorf, 26 juli 2025) was een Duitse experimentele filmmaker en filmproducent.

## Leven en werk
Mommartz groeide vanaf 1937 op in Düsseldorf, waar hij van 1952 tot 1975 als Oberinspektor werkzaam was bij de Stadtverwaltung. In 1978 werd hij filmdocent aan de Kunstacademie Münster, wat hij tot 1999 zou blijven. Hij woont en werkt nog altijd in Düsseldorf (sinds 2001 ook in Berlijn).
Vanaf 1964 maakte en/of produceerde hij ruim zestig korte films en speelfilms, waarmee hij in kleine kring een grote naam opbouwde. Twee van Mommartz' films werden door de Deutsche Filmakademie bekroond met een Filmband in Silber: Als wär´s von Beckett in 1977 en een jaar later Der Garten Eden. Tot zijn bekendere werk behoort Tango durch Deutschland (1980), waarin Eddie Constantine zichzelf speelt als een man die de kans heeft gekregen een beter leven te leiden, maar daar niet in slaagt. In 2007 bracht hij Margrets Film uit, waarin - mede op haar eigen verzoek - het stervensproces is gedocumenteerd van de vrouw met wie Mommartz bijna een halve eeuw zijn leven deelde, tot ze in 2006 aan de gevolgen van kanker overleed.
Bijzonder aan de films van Mommartz is het feit dat hij ze vrijwel allemaal heeft vrijgegeven voor het publieke domein. Ze kunnen worden gedownload op de website van het Internet Archive.
Mommartz publiceerde ook enkele boeken over zijn werk.
Mommartz overleed 26 juli 2025 op 91-jarige leeftijd.

## Filmografie
- 1965: Egon Wolke
- 1967: Eisenbahn - Selbstschüsse - Die Treppe - Markeneier - Tanzschleife - Oben/Unten - Der Finger
- 1968: ZWEILEINWANDKINO - Rechts/Links
- 1968: Gegenüber - 3 Gläser - Immatrikulation - Weg zum Nachbarn
- 1969: Überfordert - 400 m IFF - Soziale Plastik
- 1970: Mietersolidarität - Wählt ADF - Altersporno - Spanienkrimi
- 1971: Inspektion - Das aggressive braune Wasser in den Leitungen des Herrn Professors
- 1967-1972: Farbstreifen
- 1972: EXP - Denkmäler
- 1974: Die Angst am Rhein - Haircut
- 1975: Der gerechte Krieg 1525 - Als wär's von Beckett
- 1976: Die Schiller - Flügelschlagen
- 1977: Der Garten Eden
- 1978: Mehr als Zwei
- 1979: Schattenkur
- 1980: Tango durch Deutschland
- 1982: Dreharbeit
- 1983: Jeder Mensch ist ein Tisch, nur, ich bin ein Stuhl - Transit nach Berlin
- 1985: Marmor bleibt immer kühl - Anziehen
- 1986: Die italienische Jagd
- 1987: Fokus - Langsamer Walzer
- 1988: aurich - Vier kleine Stücke
- 1989: Angst unter den Sternen
- 1990: Eddie (recycle van Tango durch Deutschland)
- 1992: Fensterbild - Die Tänzerin
- 1993: Schattenwand
- 1993/97: Tausend Scherben/Die große Baustelle
- 1996: Painting - Fenster zum Hof
- 1997: Der Hund von Schopenhauer - Digitale Kompression - El periodo especial - Buckow - Der Mann, der Hitler verbrannte (Günter Lüttgen)
- 1998: Jugendweihe 98 - Cafe Buckow
- 1999: "I am Rembrandt" (Fragment)
- 2003: Ohne Titel
- 2007: Tango durch Deutschland ("Kurzfassung")
- 2007: Margrets Film
- 2010: Schwarz/Weiss
- 2010: Barcelona 1999, Zehn Jahre danach (Alias: I am Rembrand)
- 2011: Kleine Stücke